# スキニー・リスター
スキニー・リスター（Skinny Lister） は、ロンドンで結成されたフォークロック・バンド。コーチェラ・フェスティバル、レディング・フェスティバル、グラストンベリー・フェスティバル、SXSW、ワープド・ツアーと、本国イギリスを始め、アメリカ、ドイツと多くのフェスティバルに出演し、2011年に「UKで最も忙しいバンド」と賞された。

## 概要
2013年に日本のアイリッシュ／フォーク・パンクのレーベル、Uncleowenから日本盤をリリース。フジロックフェスティバル13にて初来日。

## メンバー

### 現在のメンバー
- ダニエル・ヘプティンストール (Dan Heptinstall) – リード・ボーカル、ギター、ストンプ・ボックス (2009年– )
- マックス・トーマス (Max Thomas) – メロディオン、マンドリン、ボーカル (2009年– )
- ローナ・トーマス (Lorna Thomas) – ボーカル、ウクレレ (2009年– )
- スコット・ミルサム (Scott Milsom) – ダブルベース、ベース、ボーカル (2017年– )
- ティム・ヒルズドン (Tim Hillsdon) – ドラム (2022年– )

### 旧メンバー
- ダン・グレイ (Dan Gray) – ダブルベース、ボーカル (2009年–2012年)
- デイヴ・ニール (Dave Neale) – ドラム (2013年–2014年)
- スリム・ブラック (Andy "Slim" Black) – ギター、マンドリン、ボーカル (2013年–2014年)
- マイケル・カミーノ (Michael Camino) – ダブルベース、ボーカル (2012年–2017年)
- トム・ミルズ (Thom Mills) – ドラム (2014年–2022年)
- サム・ブレース (Sam "Mule" Brace) – ギター、コンサーティーナ、ボーカル (2009年–2013年、2014年–2022年)、マンドリン (2014年–2022年)

## ディスコグラフィ

### アルバム
- 『フォルジ・アンド・フラゴン』 - Forge & Flagon (2012年)
- 『ダウン・オン・デプトフォード・ブロードウェイ』 - Down on Deptford Broadway (2014年)[1]
- 『ザ・デヴィル、ザ・ハート&ザ・ファイト』 - The Devil, the Heart and the Fight (2016年)
- 『ザ・ストーリー・イズ…』 - The Story Is... (2019年)
- A Matter of Life & Love (2021年)
- Shanty Punk (2023年)[2]

### EP
- Home Made Tour EP (2010年)
- Grand Union EP (2010年)
- Forty Pound Wedding EP (2012年)
- On These Rotten Streets My Best Days Have Been Spent EP (2014年)

### シングル
- "Plough & Orion" (2009年)
- "December" (2009年)
- "Kite Song" (2010年)
- "Plough & Orion" / "If the Gaff Don't Let Us Down" (2012年)
- "Colours" / "Rollin' Over" (2012年)
- "Trouble on Oxford Street" (2015年)
- "Cathy" (2015年)
- "This Is War" (2015年)
- "This City" (2015年)
- "Six Whiskies" (2015年)
- "This Christmas" (2015年) ※コラボレーション with Beans On Toast
- "Wanted" (2016年)
- "Geordie Lad" (2016年)
- "The Devil in Me" (2016年)
- "Thing Like That" (2018年)
- "38 Minutes" (2018年)
- "The Story Is..." (2018年)
- "Shout It Out" (2020年)
- "Bavaria Area" (2021年)
- "Damn the Amsterdam" (2021年)

## 来日公演
- 2013年7月26-29日 フジロックフェスティバル13
- 2014年10月8日 渋谷クラブクアトロ
- 2014年10月9日 梅田クラブクアトロ
- 2014年10月10日 名古屋クラブクアトロ
- 2014年10月11日 朝霧JAM